# Joseph Akl
Joseph Akl (* 5. August 1936 in Damur) ist ein libanesischer Politiker, Jurist. Von 1996 bis 2017 war er Richter am Internationalen Seegerichtshof.
Nach seinem Studium der Rechtswissenschaften, das er 1961 an der Université Saint-Joseph in Beirut abschloss, promovierte er sich 1962 im Öffentlichen Recht zum Doktor der Rechte an der Sorbonne. Von 1963 bis 1972 und von 1978 bis 1982 war er Dozent für Öffentliches Recht an der juristischen Fakultät der Université Saint-Joseph und von 1963 bis 1966 Leiter der Abteilung Konsularwesen im libanesischen Außenministerium.
Von 1966 bis 1972 war Akl stellvertretender Direktor der Abteilung Internationale Organisationen und Konferenzen und völkerrechtliche Verträge bevor er von 1972 bis 1978 als Mitglied des diplomatischen Stabes in Washington, D.C. tätig war. Von 1983 bis 1990 war Akl Botschafter des Libanon in der DDR und von 1991 bis 1994 in Kolumbien.
Zwischen 1996 und 2017 war er als Richter am Internationalen Seegerichtshof in Hamburg tätig, von 2005 bis 2008 als dessen Vizepräsident.
Akl ist unter anderem Mitglied der Amerikanischen Gesellschaft für internationales Recht und der Société française pour le droit international.

## Schriften
- The sea-bed disputes chamber of the International Tribunal for the Law of the Sea. In: The Indian journal of international law. 1997, ISSN 0019-5294, S. 435.
- The legal status, privileges and immunities of the International Tribunal for the Law of the Sea. In: Max Planck yearbook of United Nations law. Bd. 2, 1998, ISSN 1389-4633, S. 341.
- La procédure de prompte mainlevée du navire ou prompte libération de son équipage devant le Tribunal international du droit de la mer. In: Annuaire du droit de la mer. Bd. 6, 2001, ZDB-ID 1493629-x, S. 219.